# Zofia Pykosz
Zofia Pykosz (ur. 6 grudnia 1912 w Pilźnie, zm. 1 czerwca 2013) – nauczycielka, instruktorka harcerstwa, harcmistrzyni, komendantka hufca oraz drużynowa; uznawana za bohaterkę Chorągwi Gdańskiej ZHP.

## Życie prywatne

### Młodość
Zofia Pykosz urodziła się w Pilźnie 6 grudnia 1912 roku i tam spędziła młodość. Rodzicami jej byli Franciszek Kolbusz, z wykształcenia prawnik oraz Maria Banicka, nauczycielka. Zofia posiadała młodsze rodzeństwo siostrę Marię Folrzańską, Węgrzyńską (1916–2000) oraz brata Juliusza (1919–2010), ekonomistę. Do harcerstwa wstąpiła gdy była w szkole średniej w roku 1926. Już 2 lata później ukończyła kurs drużynowych na Wileńszczyźnie. W latach 1929–1931 podczas Seminarium Nauczycielskiego, na które uczęszczała, prowadziła drużynę harcerek. Druhna Zofia zadedykowała swoje życie wychowaniu młodzieży, co wyraziło się w karierze zawodowej jako nauczycielka oraz funkcjom pełnionym jako instruktorka harcerstwa.

### Dorosłe życie
W 1936 r. Zofia Pykosz wyszła za mąż za Jana Pykosza (1906–1981), nauczyciela. Posiadała troje dzieci Krzysztof (1937) mgr inż. mech., był harcerzem, Marię Brodowicz (1938) mgr, filologia polska, nauczycielka, Jolantę Siedzik (1943-2020) mgr ekonomii, była harcerką i drużynową. Okres okupacji przeżyła mieszkając na wsi koło Jasła, pomagając okolicznej ludności w służbie sanitarno-medycznej. W lipcu 1946 r. przybyła wraz z rodziną do Gdańska. Otrzymała pracę nauczycielki w Szkole Podstawowej nr. 10 w Gdańsku – Oruni. W latach 1960–1968 zawodowo pracowała w Szkole Ćwiczeń dla Studium Nauczycielskiego, przekazując tam swoje umiejętności zawodowe i społeczne. W 1966 r. otrzymała dyplom ukończenia Studium Nauczycielskiego. Całe życie interesowała się krajoznawstwem i turystyką. Działała w Związku Nauczycielstwa Polskiego. Pasje turystyczne rozwijała także w gronie nauczycieli emerytów. Organizowała wiele wycieczek krajoznawczych przy Zarządzie Oddziału ZNP w Gdańsku. Zmarła 1 czerwca 2013 r. Spoczywa na Cmentarzu Srebrzysko w Gdańsku.

## Harcerstwo
Po ukończeniu kursu drużynowych i objęciu funkcji drużynowej, harcerska kariera druhny Zofii Pykosz coraz bardziej rozwijała się. W 1932 r. wraz z rodziną przeniosła się do Jasła i podjęła pracę nauczycielki. Została również drużynową w swojej szkole, a wkrótce także komendantką hufca Harcerek w Jaśle. Hufiec Harcerek działał na rozległym terenie. Obejmował oprócz Jasła także miasta Biecz oraz Krosno. W sumie liczył około 30 drużyn. W kwietniu 1934 r. Pykosz otrzymała nominację na stopień podharcmistrzyni. Na Jubileuszowy Zlot w Spale pojechała jako komendantka ze swoją drużyną drużynowych w liczbie ok. 30 osób. Wspominała, że aprowizacja dla 25 000 uczestników zlotu nie była zbyt sprawna, ale jej drużyna dzięki przywiezionym zapasom kaszy manny i owsianych płatków, nigdy nie wychodziła na zajęcia baz ciepłego śniadania. Takiej operatywności mogły jej pozazdrościć druhny z sąsiednich podobozów, które nie były tak przewidujące. Hufiec Harcerek Jasło do wybuchu II wojny światowej, należał do Chorągwi Krakowskiej. Druhna Zofia kierowała hufcem w latach 1934–1937 i 1938–1939. W 1937 r. była na urlopie instruktorskim z powodu obowiązków macierzyńskich. Po przeprowadzce w 1946 roku do Gdańska druhna Zofia wciąż działała w harcerstwie. Przez 7 lat pełniła funkcję drużynowej w szkole, w której była zatrudniona jako nauczycielka. Na polecenie Inspektora Oświaty w Gdańsku w latach 1950–1952 była drużynową OH. W latach 1948–1949 pełniła funkcję komendantki Hufca Harcerek w Gdańsku. W 1948 r. otrzymała nominację na stopień harcmistrza. Prowadziła liczne obozy i szkolenia instruktorskie. Lubiła śpiewać, dobrze uczyła śpiewu harcerzy i instruktorów. Po odrodzeniu Harcerstwa w 1956 r. pracowała w Szkole Podstawowej nr. 36 w Gdańsku-Oliwie i tam do 1960 r. była ponownie drużynową. W latach 1957–1960 pełniła funkcję komendantki Hufca Harcerek Gdańsk-Oliwa. Do czynnej służby harcerskiej powróciła po 15 latach, wstępując w 1976 r. do Komisji Historycznej Chorągwi Gdańskiej. Komisja przekształciła się w Krąg Instruktorów Seniorów „Korzenie” Chorągwi Gdańskiej. Była sekretarzem i członkiem komendy Kręgu „Korzenie”. Była organizatorem i komendantką kilku Tras Seniorów Harcerskiego Rajdu „Rodło”. W latach osiemdziesiątych, przez 8 lat była członkiem Komisji Instruktorskiej Chorągwi Gdańskiej oraz przewodniczącą Komisji Historycznej Chorągwi Gdańskiej. Opracowała Kalendarium Wydarzeń Chorągwi Gdańskiej i Zarys Historii Chorągwi Gdańskiej.

## Odznaczenia i ordery
- Krzyż Kawalerski Orderu Odrodzenia Polski  1983 r.,
- Złoty Krzyż „Za Zasługi dla ZHP” 1981 r.,
- Medal Komisji Edukacji Narodowej